# Antweiler
Antweiler ist eine Ortsgemeinde im Landkreis Ahrweiler in Rheinland-Pfalz. Sie gehört der Verbandsgemeinde Adenau an.

## Geographie
Antweiler befindet sich etwa 50 Kilometer westlich von Koblenz am Südrand des Ahrgebirges im oberen Ahrtal. Auf 286 m ü. NHN (Messpunkt an der Kirche) unterhalb des Arembergs wird der Ort von der Ahr durchflossen. Zu Antweiler gehören die Wohnplätze Alte Burg und Haus Ginsterhahn.

## Geschichte
In Antweiler befand sich bereits in der Zeit der Merowinger eine Siedlung. Die erste urkundliche Erwähnung des Ortes erfolgte im Jahr 975, als der Trierer Archidiakon Wicfried der Abtei St. Maximin in Trier verschiedene Ländereien zusprach, die an „Amentwilere“ (Antweiler) und „Musca“ oder „Musche“ (Müsch) angrenzten. Vom  12. bis zum Ende des 18. Jahrhunderts gehörte der Ort der Herrschaft, zuletzt dem Herzogtum Arenberg an. Die Ortsentwicklung der vergangenen 300 Jahre spiegelt sich in zahlreichen, guterhaltenen Gebäuden wider.
Im Jahr 1794 hatten französische Revolutionstruppen das Linke Rheinufer besetzt. Unter der französischen Verwaltung gehörte Antweiler zum Kanton Adenau, der dem Rhein-Mosel-Departement zugeordnet war. Nach den auf dem Wiener Kongress geschlossenen Verträgen kam die Region, damit auch Antweiler, 1815 zum Königreich Preußen. Antweiler gehörte von 1816 an zur Bürgermeisterei Aremberg im Kreis Adenau, der Teil des Regierungsbezirks Coblenz und von 1822 an der Rheinprovinz war. Bereits 1820 wurde der Sitz des Bürgermeistereiamtes in das verkehrsgünstigere und größere Antweiler verlegt, jedoch wurde die Bezeichnung des Verwaltungsbezirks „Bürgermeisterei Aremberg“ bis ins 20. Jahrhundert beibehalten. Ihm gehörten 20 Gemeinden an. Ende der 1920er Jahre erfolgte die Umbenennung in „Amt Antweiler“. 1932 wurde der Kreis Adenau aufgelöst, das Amt Antweiler wurde dem Kreis Ahrweiler zugeordnet. Seit 1946 gehört die Gemeinde zum Land Rheinland-Pfalz und seit 1970 der Verbandsgemeinde Adenau an.
In Antweiler besteht ein Schullandheim, das vom Schullandheimverein Antweiler/Ahr betrieben wird und hauptsächlich Schüler aus Duisburg zu Gast hat.
Derzeit entsteht das Neubaugebiet „Auf den Dreivierteln“.
Bevölkerungsentwicklung
Die Entwicklung der Einwohnerzahl von Antweiler, die Werte von 1871 bis 1987 beruhen auf Volkszählungen:
| Jahr | Einwohner |
| ---- | --------- |
| 1815 | 266       |
| 1835 | 307       |
| 1871 | 277       |
| 1905 | 317       |
| 1939 | 457       |
| 1950 | 614       |
| 1961 | 554       |

| Jahr | Einwohner |
| ---- | --------- |
| 1970 | 553       |
| 1987 | 551       |
| 1997 | 615       |
| 2005 | 565       |
| 2017 | 518       |
| 2020 | 489       |
| 2022 | 480       |

## Politik

### Gemeinderat
Der Gemeinderat in Antweiler besteht aus zwölf Ratsmitgliedern, die bei der Kommunalwahl am 9. Juni 2024 in einer Mehrheitswahl gewählt wurden, und dem ehrenamtlichen Ortsbürgermeister als Vorsitzendem.

### Bürgermeister
Wolfgang Schäfer wurde am 1. Juli 2024 Ortsbürgermeister von Antweiler. Da bei der Direktwahl am 9. Juni 2024 kein Wahlvorschlag eingereicht wurde, oblag die Neuwahl des Bürgermeisters gemäß rheinland-pfälzischer Gemeindeordnung dem Rat der Gemeinde, der sich für Schäfer entschied.
Schäfers Vorgänger Peter Richrath hatte das Amt 2014 von Egon Honerbach übernommen und bei der Wahl 2024 nicht erneut kandidiert.

### Wappen
| Wappen von Antweiler |
| Wappenbegründung: Die drei gelben Mispeln weisen auf die frühere Zugehörigkeit zur Herrschaft Arenberg hin; Buch (hl. Schrift), Bischofsstab, Mitra und Wandertasche sind die Attribute des Heiligen Maximin, dem Schutzpatron des Ortes; Hammer und Schlegel weisen auf den früheren Bergau hin. |

## Sehenswürdigkeiten

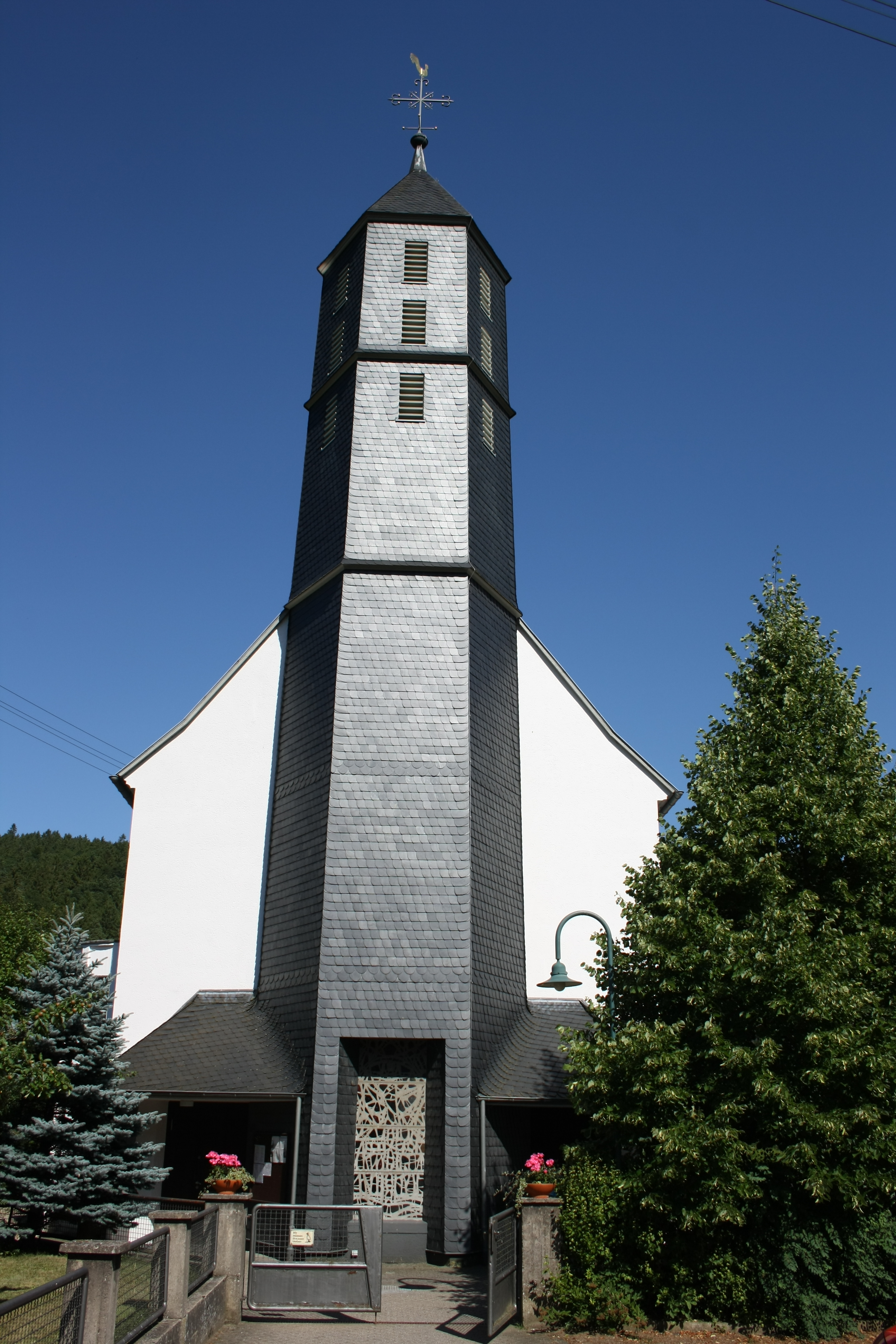
Turm von St. Maximin

Zu den Sehenswürdigkeiten der Gemeinde zählen:
- katholische Pfarrkirche St. Maximin, barocker Saalbau, 1762
- eine funktionsfähige Wassermühle
- restaurierte Bauerngehöfte
- ein Gemeindehaus mit Fachwerk
- historische Ahrbrücke
- Bahnhofsgebäude der ehemaligen Bahnstrecke Dümpelfeld–Lissendorf
- Grundschule und Kindergarten
- stillgelegte Bergwerksanlage der Grube Wilhelm

## Touristische Einrichtungen
- Wanderwege, Radwege
- Eine Eifelvereinshütte

## Persönlichkeiten
- Theodor Lerner (1866–1931), Journalist und Polarforscher
- Wolfgang Schumacher (1944–2023), Biologe und Geobotaniker